# 夜市村
夜市村（やじそん）は、山口県都濃郡にあった村。現在の周南市夜市にあたる。

## 地理
- 山岳 ： 若山
- 河川 ： 夜市川

## 歴史
- 1889年（明治22年）4月1日 - 町村制の施行により、近世以来の夜市村が単独で自治体を形成。
- 1944年（昭和19年）4月1日 - 徳山市・櫛浜町・富田町・福川町・大津島村・戸田村・湯野村と合併し、改めて徳山市が発足。同日夜市村廃止。

## 交通

### 鉄道路線
- 運輸通信省
  - 山陽本線
    - 戸田駅

### 道路
- 国道2号

現在は旧村域を山陽自動車道が通過するが、当時は未開通。